# 나가하마시
나가하마시(일본어: 長浜市)는 일본 시가현 북동부에 있는 시이다. 2006년 2월 13일에 옛 나가하마시와 히가시아자이군 아사이정, 비와정이 합병해 탄생했다.
시가지는 도요토미 히데요시의 근거지였던 나가하마성의 조카마치(성시)로 정비되었고 17세기 초엽 나가하마성의 폐성 후에는 다이쓰지의 몬젠마치이자 홋코쿠 가도와 비와코 수운의 요충지로 발전해 시가현 고호쿠 지방의 중심 도시가 되었다. 또 시내의 쿠니토모는 근세에 일본 유수의 총생산 거점으로 번창했다.
2010년 1월 1일에 히가시아자이군 도라히메정, 고호쿠정, 이카군 다카쓰키정, 기노모토정, 요고정, 니시아자이정과 합병하였다.

## 지리
아사이정, 비와정과의 합병으로 영역이 비와호에서 기후현 경계까지 확대되었다.

## 역사
- 1943년 4월 1일 - 사카타군 나가하마정을 포함한 1정 6촌이 합병해 시로 승격하였다.
- 2006년 2월 13일 - 옛 나가하마시, 히가시아자이군 아사이정, 비와정이 신설 합병해 새로운 나가하마시가 성립하였다.
- 2010년 1월 1일 - 히가시아자이군 도라히메정, 고호쿠정, 이카군 다카쓰키정, 기노모토정, 요고정, 니시아자이정을 편입하였다.

## 교통

### 철도
- 서일본 여객철도
  - 호쿠리쿠 본선
    - (← 마이바라시 사카타역) - 다무라역 - 나가하마역 - 도라히메역 - 가와케역 - 다카쓰키역 - 기노모토역 - 요고역 - 오미시오쓰역 - (쓰루가시 신히키다역 →)

  - 고세이선
    - (← 다카시마시 마키노역) - 나가하라역 - 오미시오쓰역

### 도로
- 호쿠리쿠 자동차도
- 국도 8호선
- 국도 제303호선 (일본)(일본어판)
- 국도 제365호선 (일본)(일본어판)

## 인구
| 연도 | 인구    | ±%     |
| ---- | ------- | ------ |
| 1920 | 99,354  | —      |
| 1930 | 103,897 | +4.6%  |
| 1940 | 102,065 | −1.8%  |
| 1950 | 122,076 | +19.6% |
| 1960 | 117,066 | −4.1%  |
| 1970 | 114,977 | −1.8%  |
| 1980 | 119,988 | +4.4%  |
| 1990 | 121,481 | +1.2%  |
| 2000 | 123,862 | +2.0%  |
| 2010 | 124,131 | +0.2%  |
| 2020 | 113,636 | −8.5%  |

## 기후
| 나가하마시의 기후                                            | 나가하마시의 기후 | 나가하마시의 기후 | 나가하마시의 기후 | 나가하마시의 기후 | 나가하마시의 기후 | 나가하마시의 기후 | 나가하마시의 기후 | 나가하마시의 기후 | 나가하마시의 기후 | 나가하마시의 기후 | 나가하마시의 기후 | 나가하마시의 기후 | 나가하마시의 기후 |
| 월                                                           | 1월               | 2월               | 3월               | 4월               | 5월               | 6월               | 7월               | 8월               | 9월               | 10월              | 11월              | 12월              | 연간              |
| ------------------------------------------------------------ | ----------------- | ----------------- | ----------------- | ----------------- | ----------------- | ----------------- | ----------------- | ----------------- | ----------------- | ----------------- | ----------------- | ----------------- | ----------------- |
| 역대 최고 기온 °C (°F)                                       | 16.0 (60.8)       | 19.3 (66.7)       | 22.7 (72.9)       | 28.1 (82.6)       | 32.0 (89.6)       | 34.0 (93.2)       | 37.4 (99.3)       | 37.4 (99.3)       | 36.0 (96.8)       | 31.2 (88.2)       | 23.9 (75.0)       | 20.3 (68.5)       | 37.4 (99.3)       |
| 일평균 최고 기온 °C (°F)                                     | 6.8 (44.2)        | 7.6 (45.7)        | 12.0 (53.6)       | 17.8 (64.0)       | 22.7 (72.9)       | 26.2 (79.2)       | 30.1 (86.2)       | 31.9 (89.4)       | 27.6 (81.7)       | 21.7 (71.1)       | 15.6 (60.1)       | 9.7 (49.5)        | 19.1 (66.4)       |
| 일일 평균 기온 °C (°F)                                       | 2.9 (37.2)        | 3.3 (37.9)        | 6.8 (44.2)        | 12.2 (54.0)       | 17.4 (63.3)       | 21.4 (70.5)       | 25.5 (77.9)       | 26.7 (80.1)       | 22.7 (72.9)       | 16.7 (62.1)       | 10.7 (51.3)       | 5.5 (41.9)        | 14.3 (57.7)       |
| 일평균 최저 기온 °C (°F)                                     | −0.4 (31.3)       | −0.5 (31.1)       | 2.0 (35.6)        | 6.8 (44.2)        | 12.3 (54.1)       | 17.3 (63.1)       | 21.8 (71.2)       | 22.8 (73.0)       | 18.6 (65.5)       | 12.1 (53.8)       | 6.1 (43.0)        | 1.7 (35.1)        | 10.0 (50.0)       |
| 역대 최저 기온 °C (°F)                                       | −9.4 (15.1)       | −11.4 (11.5)      | −6.9 (19.6)       | −2.2 (28.0)       | 1.9 (35.4)        | 6.6 (43.9)        | 12.8 (55.0)       | 12.8 (55.0)       | 7.4 (45.3)        | 0.8 (33.4)        | −2.4 (27.7)       | −5.8 (21.6)       | −11.4 (11.5)      |
| 평균 강수량 mm (인치)                                        | 137.2 (5.40)      | 104.4 (4.11)      | 111.3 (4.38)      | 108.3 (4.26)      | 138.0 (5.43)      | 164.7 (6.48)      | 218.3 (8.59)      | 125.1 (4.93)      | 160.3 (6.31)      | 131.5 (5.18)      | 94.8 (3.73)       | 137.9 (5.43)      | 1,627.4 (64.07)   |
| 평균 강수일수 (≥ 1.0 mm)                                     | 17.9              | 14.6              | 13.3              | 11.0              | 10.1              | 11.8              | 12.3              | 8.8               | 10.5              | 10.0              | 11.1              | 17.0              | 148.4             |
| 평균 월간 일조시간                                           | 91.6              | 113.5             | 159.3             | 184.5             | 198.0             | 153.7             | 168.9             | 216.0             | 164.3             | 159.9             | 128.6             | 98.8              | 1,830.6           |
| 출처: 일본 기상청 (평년값: 1991년~2020년, 극값: 1978년~현재) |                   |                   |                   |                   |                   |                   |                   |                   |                   |                   |                   |                   |                   |

## 자매 도시
- 일본 가고시마현 니시노오모테시
- 일본 아이치현 오부시
- 독일 바이에른주 아우크스부르크
- 이탈리아 베네토주 베로나

## 출신 인물
- 하시모토 나오코 - NHK 아나운서